# 奈良学園登美ヶ丘中学校・高等学校
奈良学園登美ヶ丘中学校・高等学校（ならがくえんとみがおかちゅうがっこう・こうとうがっこう）は、奈良県奈良市に所在し、中高一貫教育の私立中学校・高等学校。高等学校からの生徒を募集していない完全中高一貫校。

## 概要

### 幼小中高一貫制
奈良学園幼稚園・奈良学園小学校と共に、幼小中高一貫教育を実施している。この幼小中高一貫制の教育区分は、3-4-4-4制である。最初の3年間は幼稚園、次の4年間は小学校第1学年から第4学年まで、その次の4年間は小学校第5学年から中学校第2学年まで、最後の4年間は中学校第3学年から高等学校第3学年までになっている。

### 校訓
校訓は、尚志・仁智・力行である。
- 「尚志」とは、志を尊ぶこと。
- 「仁智」とは、思いやりの心と知恵を持つこと。
- 「力行」とは、何事にも努力して行うこと。

### 教育目標
次の3つの教育目標を掲げている。
- 和の精神を大切にする。
- たくましく生きる力を育む。
- 科学的に物事を見る力を身につける。

### 中高一貫制の教育区分
奈良学園登美ヶ丘中学校・高等学校における教育区分は、2-2-2制（前期2年間を中学校の第1学年および第2学年、中期2年間を中学校第3学年および高等学校第1学年、後期2年間を高等学校の第2学年および第3学年）であり、高等学校の第2学年および第3学年においては文系と理系に分かれる。

## 沿革
- 2008年 - 奈良学園登美ヶ丘中学校開校[6]
- 2009年 - 奈良学園登美ヶ丘高等学校開校
- 2012年 - 奈良学園登美ヶ丘高等学校第1回卒業式挙行[7]

## 学校行事
入学式・始業式・卒業式・終業式・中間考査・期末考査・授業参観・学年保護者会・三者懇談・大掃除以外に次のような学校行事が催されている。
- 第1学期
  - 4月 - 宿泊オリエンテーション、遠足
  - 5月 - 交通安全教室、宿泊研修、防犯教室
  - 6月 - 運動会（幼・小・中・高合同）、登美ヶ丘講演
  - 7月 - 水泳実習、理科実習、授業公開日
- 第2学期
  - 9月 - 宿泊研修、防災訓練、社会見学
  - 10月 - 学習発表会（幼・小・中・高合同）、球技大会
  - 11月 - 創立記念日、芸術鑑賞会、登美ヶ丘講演
- 第3学期
  - 1月 - 理科講義
  - 2月 - 人権講習会、登美ヶ丘講演、耐寒マラソン

## 課外活動
奈良学園登美ヶ丘中学校･高等学校には次に掲げる部活動および生徒会が組織されている。
- 運動部(硬式テニス部、バスケットボール部、バドミントン部、軟式野球部、サッカー部、陸上競技部、柔道部、バレーボール部、剣道部、卓球部)
- 文化部(室内楽部、科学部、弁論部、演劇部、歴史研究部、交通研究部、コンピューター部、囲碁・将棋部、茶道部、ESS同好会、文芸部、競技かるた部)
- 自然再生研究会
- 生徒会執行部

## 交通
奈良学園登美ヶ丘中学校・高等学校へのアクセスは多様である。
- 学研奈良登美ヶ丘駅（近鉄けいはんな線）から徒歩8分
- 学園前駅（近鉄奈良線）から奈良交通バスで9分（奈良交通バスで「北登美ヶ丘一丁目」停留所下車徒歩3分又は「奈良学園登美ヶ丘」下車すぐ）
- 高の原駅（近鉄京都線）から奈良交通バスで15分（奈良交通バスで「北登美ヶ丘一丁目」停留所下車徒歩3分）

## 系列校
奈良市中登美ヶ丘
- 奈良学園大学奈良文化女子短期大学部
- 奈良学園幼稚園
- 奈良学園小学校

奈良県大和郡山市
- 奈良学園中学校・高等学校

奈良県大和高田市
- 奈良文化高等学校
- 奈良文化幼稚園

奈良県生駒郡三郷町
- 奈良学園大学